# Prinz Albert (Schiff, 1838)
Der 1838 vom Stapel gelaufene Seitenraddampfer Prinz Albert war eines der ersten in Deutschland erbauten Dampfschiffe auf der Oberelbe. Das Schiff war nach Albert von Sachsen-Coburg und Gotha benannt.

## Prinz Albert (1836/1838)
Im Jahr 1836 erteilte die Elbdampfschiffahrts-Gesellschaft Elbe Johann Andreas Schubert, Professor für Mathematik und Mechanik an der Technischen Bildungsanstalt Dresden, den Auftrag, zwei Dampfschiffe zu bauen. Unter seiner Leitung und unter der Mitarbeit der Ingenieure Tauberth und Möhring wurden die Dampfschiffe Königin Maria und Prinz Albert gebaut. Anregungen hatte er sich bei einem von der Elbdampfschiffahrts-Gesellschaft finanzierten dreimonatigen Studienaufenthalt in Frankreich geholt, wo er die Dampfschifffahrt auf der Seine studierte.
Die Schiffe wurden auf der Dresdner Vogelwiese zwischen Ziegelstraße und Rietschelstraße am Johannstädter Elbufer gebaut. Baubeginn war im September 1836. Um auch im Winter den Bau fortsetzen zu können, wurde auf dem Gelände eine Schiffbauhalle errichtet. Nach der Fertigstellung der Schiffsrümpfe im April 1837 wurden diese in die Maschinenbauanstalt Übigau geschleppt. Die Dampfmaschinen wurden vom Berliner Fabrikanten Franz Anton Egells geliefert, der 1825 seine Maschinenfabrik vor dem Oranienburger Tor in der Chausseestraße eingerichtet hatte. Der Einbau von Kessel und Maschine erfolgte im Dresdner Vorort Übigau. Im Jahr 1838 erfolgte der Stapellauf der Prinz Albert. Das Schiff hatte eine Länge von 36,10 Metern, eine Breite von 3,92 Metern und über die Radkästen eine Breite von 7,85 Metern. Es  bot Platz für 300 Passagiere bei einem Tiefgang von 0,75 Metern.

## Die Zeit von 1838 bis 1844
Die erste Probefahrt fand am 20. Mai 1838 statt. Das Ergebnis war allerdings unbefriedigend. Weitere Probefahrten fanden am 8. Juli und 2. August 1838 statt. Man stellte fest, dass der Dampfkessel, der von Übigau eingebaute Röhrenkessel, für die Dampfmaschine zu wenig Dampf lieferte. Man ging aber auch davon aus, dass die Dampfmaschine statt der angegeben 130 PS in Wirklichkeit 150 PS leistete und deshalb der Dampfkessel zu klein war. Im Frühjahr bekam das Schiff einen neuen Kessel von der Firma M. H. Göbel aus Zauckerode. Dieser Zylinderkessel war mit vier Tonnen halb so schwer wie der alte Kessel. Ab Mai 1839 wurden die Fahrten nach Pillnitz und Schandau aufgenommen. 1840 wurde das Schiff auf der Werft in Krippen überholt. Um die für die Bedingungen der Schifffahrt ungeeignete Dampfmaschine zu ersetzen, fuhr das Schiff am 3. Juli 1840 nach Hamburg. Hier wurde es mit einer neuen Maschine und einem von Schubert entwickelten neuen Kofferkessel ausgerüstet. Am 4. Oktober 1840 war es wieder in Dresden zurück. Bei der Probefahrt am 18. Oktober 1840 erreichte das Schiff nach 7 Stunden und 23 Minuten Tetschen. Das entspricht einer Geschwindigkeit von 3,9 Knoten. Man erreichte Tetschen sogar ohne Vorspannhilfe.
Im Herbst 1844 wurde das Schiff in der Maschinenfabrik Buckau in Magdeburg abgewrackt. Die Dampfmaschine erhielt das Nachfolgeschiff Prinz Albert II.

## Die Dampfmaschine
Schubert wollte in das Schiff eine Hochdruckdampfmaschine aus dem eigenen in Übigau gelegenen Werk des Dresdner Actien-Maschinenbau-Vereins einbauen, scheiterte aber an den Vorschriften der Regierungsstellen. Daraufhin wurde eine Zweizylinder-Niederdruck-Seitenbalancier-Dampfmaschine der Firma Franz Anton J. Egells Berlin eingebaut. Die Leistung der Maschine lag bei 130 PS. Aufgrund des dreifach höheren Gewichtes dieser Maschine lag der Tiefgang des Schiffes statt bei 0,43 m bei 0,74 m. Das führte schon bei den ersten Fahrten zu Grundberührungen. Im Jahr 1840 wurde in Hamburg eine leichtere oszillierende Niederdruck-Zweizylinder-Zwillings-Dampfmaschine der englischen Maschinenbauanstalt John Penn and Sons eingebaut. Die Leistung der Maschine betrug 96 PS.
Die alte Dampfmaschine der Firma Egells kam ab 1844 im Straßenschacht in Bockwa im Zwickauer Steinkohlenrevier zum Antrieb der Wasserhaltungsmaschine zum Einsatz.